# スリップリング
スリップリングとは回転体に対して同心円状に配置された環状の電路とブラシを介して電力や信号を伝達するための機構である。

## 用途
旋回式クレーンやショベルドーザーや電動機や発電機の界磁の励磁等に用いられる。初期のビデオテープレコーダーの回転ヘッドにも用いられた。
監視カメラやロボットの関節部分に用いられる事もある。
非接触で電力や信号を伝達する機構として変圧器の一次側と二次側に交流の磁界を介して電力や信号を非接触で送る方法もあり、ビデオテープレコーダーやDATのロータリーヘッドに用いられている。